# Óscar Zea
Óscar Uriel Zea Mondragón (Ciudad de México, México, 26 de enero de 1983) es un futbolista mexicano, que ocupa la posición de defensa o mediocentro defensivo. Actualmente juega en el Mérida FC del Ascenso MX.

## Trayectoria
Debutó en Primera División en la derrota como visitante del Necaxa ante Toluca 2-0, en partido correspondiente a la Jornada 2 del torneo Apertura 2006; en este torneo fue el segundo novato con más actividad detrás de Juan Carlos Mosqueda del América.

### Clubes
| Club                 | País                | Año             | Partidos | Goles | Media |
| -------------------- | ------------------- | --------------- | -------- | ----- | ----- |
| C. Necaxa            | México              | 2003 - 2004     | 0        | 0     | 0     |
| Alacranes de Durango | México              | 2004 - 2005     | 11       | 0     | 0     |
| Puebla F.C.          | México              | 2005 - 2006     | 24       | 0     | 0     |
| C. Necaxa            | México              | 2006 - 2008     | 34       | 1     | 0.03  |
| Puebla F.C.          | México              | 2008            | 8        | 0     | 0     |
| Lobos B.U.A.P        | México              | 2008 - 2009     | 24       | 0     | 0     |
| C. Necaxa            | México              | 2009 - 2010     | 9        | 0     | 0     |
| Altamira F.C.        | México              | 2010            | 14       | 0     | 0     |
| Lobos B.U.A.P        | México              | 2011 - 2012     | 50       | 1     | 0.02  |
| C. Necaxa            | México              | 2012            | 11       | 0     | 0     |
| C.D. Irapuato        | México              | 2013            | 12       | 0     | 0     |
| C.F Mérida           | México              | 2013 - 2014     | 13       | 0     | 0     |
| Total en su carrera  | Total en su carrera | 2003 - Presente | 212      | 2     | 0.01  |

Participaciones en Copa Libertadores
| Copa                   | Club        | Resultado        |
| ---------------------- | ----------- | ---------------- |
| Copa Libertadores 2007 | Club Necaxa | Octavos de final |

## Estadísticas

### Clubes
La siguiente tabla detalla los encuentros disputados y los goles marcados en los clubes en los que ha militado.
| Club                          | Temporada           | Liga     | Liga  | Copas Nacionales * | Copas Nacionales * | Copas Internacionales ** | Copas Internacionales ** | Total    | Total |
| Club                          | Temporada           | Partidos | Goles | Partidos           | Goles              | Partidos                 | Goles                    | Partidos | Goles |
| ----------------------------- | ------------------- | -------- | ----- | ------------------ | ------------------ | ------------------------ | ------------------------ | -------- | ----- |
| C. Necaxa · México            |                     |          |       |                    |                    |                          |                          |          |       |
| 2003-04                       | 0                   | 0        | -     | -                  | 0                  | 0                        | 0                        | 0        |       |
| 2006-07                       | 23                  | 1        | 3     | 0                  | 0                  | 0                        | 26                       | 1        |       |
| 2007-08                       | 8                   | 0        | -     | -                  | -                  |                          | 8                        | 0        |       |
| 2009-10                       | 9                   | 0        | -     | -                  | -                  |                          | 9                        | 0        |       |
| 2012                          | 5                   | 0        | 6     | 0                  | -                  |                          | 11                       | 0        |       |
| Total                         | 45                  | 1        | 9     | 0                  | 0                  | 0                        | 54                       | 1        |       |
| Alacranes de Durango · México |                     |          |       |                    |                    |                          |                          |          |       |
| 2004                          | 11                  | 0        | -     | -                  | -                  | -                        | 11                       | 0        |       |
| Total                         | 11                  | 0        | -     | -                  | -                  | -                        | 11                       | 0        |       |
| Puebla F.C. · México          |                     |          |       |                    |                    |                          |                          |          |       |
| 2005-06                       | 24                  | 0        | -     | -                  | -                  | -                        | 24                       | 0        |       |
| 2008-09                       | 8                   | 0        | -     | -                  | -                  | -                        | 8                        | 0        |       |
| Total                         | 32                  | 0        | -     | -                  | -                  | -                        | 32                       | 0        |       |
| Lobos B.U.A.P · México        |                     |          |       |                    |                    |                          |                          |          |       |
| 2008-09                       | 24                  | 0        | -     | -                  | -                  | -                        | 24                       | 0        |       |
| 2011                          | 16                  | 0        | -     | -                  | -                  | -                        | 16                       | 0        |       |
| 2011-12                       | 34                  | 1        | -     | -                  | -                  | -                        | 34                       | 1        |       |
| Total                         | 76                  | 1        | -     | -                  | -                  | -                        | 76                       | 1        |       |
| Altamira F.C · México         |                     |          |       |                    |                    |                          |                          |          |       |
| 2010                          | 14                  | 0        | -     | -                  | -                  | -                        | 14                       | 0        |       |
| Total                         | 14                  | 0        | -     | -                  | -                  | -                        | 14                       | 0        |       |
| Irapuato F.C · México         |                     |          |       |                    |                    |                          |                          |          |       |
| 2013                          | 9                   | 0        | 3     | 0                  | -                  | -                        | 12                       | 0        |       |
| Total                         | 9                   | 0        | 3     | 0                  | -                  | -                        | 12                       | 0        |       |
| Mérida F.C · México           |                     |          |       |                    |                    |                          |                          |          |       |
| 2013-14                       | 6                   | 0        | 7     | 0                  | -                  | -                        | 13                       | 0        |       |
| Total                         | 6                   | 0        | 7     | 0                  | -                  | -                        | 13                       | 0        |       |
| Total en su carrera           | Total en su carrera | 193      | 2     | 19                 | 0                  | -                        | -                        | 212      | 2     |

## Selección nacional

### Categorías menores
Sub-20
| Mundial                     | Sede                   | Resultado    |
| --------------------------- | ---------------------- | ------------ |
| Copa Mundial de Fútbol 2003 | Emiratos Árabes Unidos | Primera fase |

## Palmarés

### Torneos nacionales
| Título    | Club   | País           | Año  |
| --------- | ------ | -------------- | ---- |
| InterLiga | Necaxa | Estados Unidos | 2007 |